# 交差反轉式旋翼直昇機

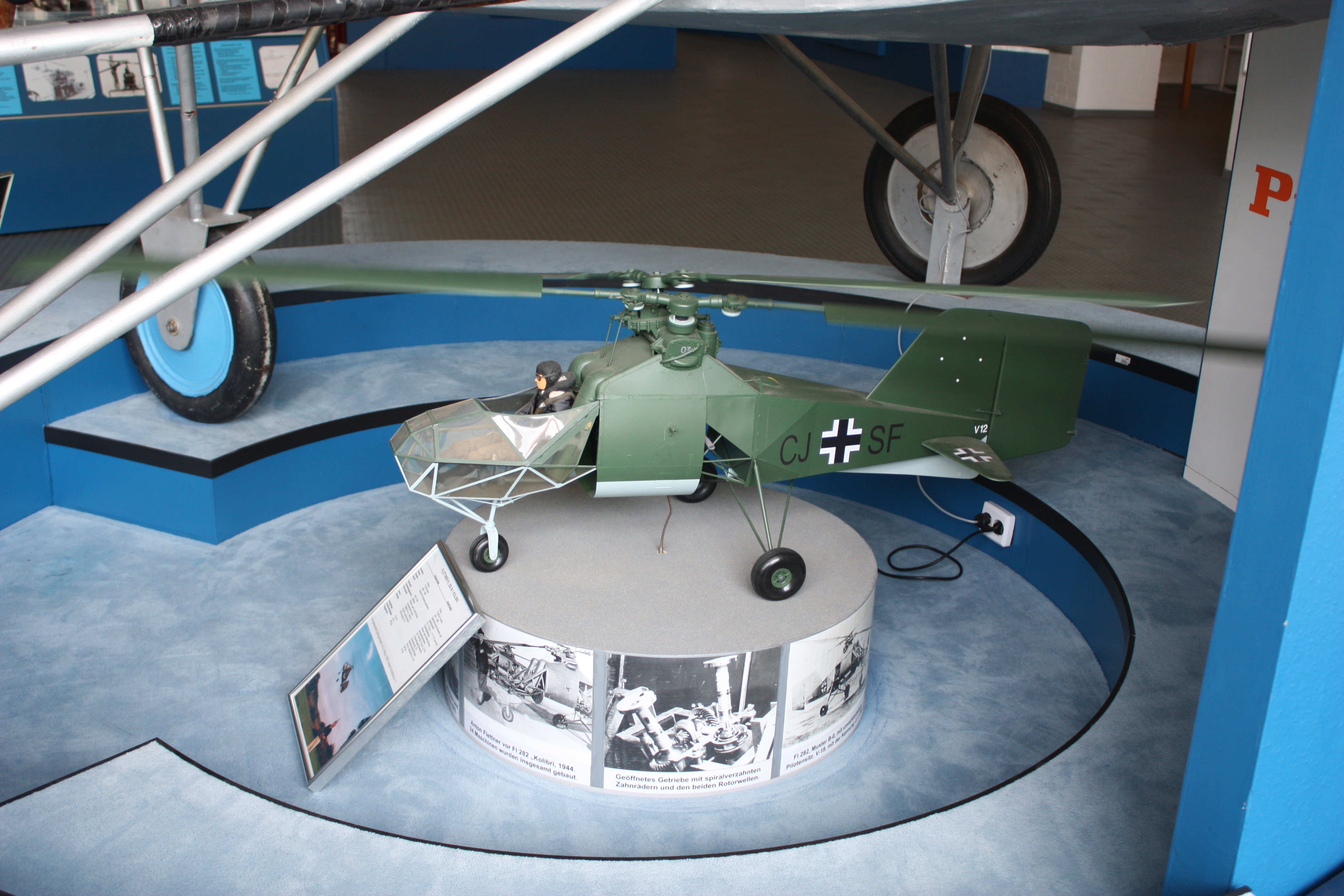
採用交差反轉旋翼設計的Fl 282直昇機

交差反轉式旋翼直昇機（intermeshing rotors；synchropter；交差反轉旋翼）是由德國人安通·費拿在第二次世界大戰末期研發出來的直昇機設計，他當時正為納粹德國海軍軍艦研發艦載直昇機，研發成果就是Fl 282直昇機。

## 設計特點

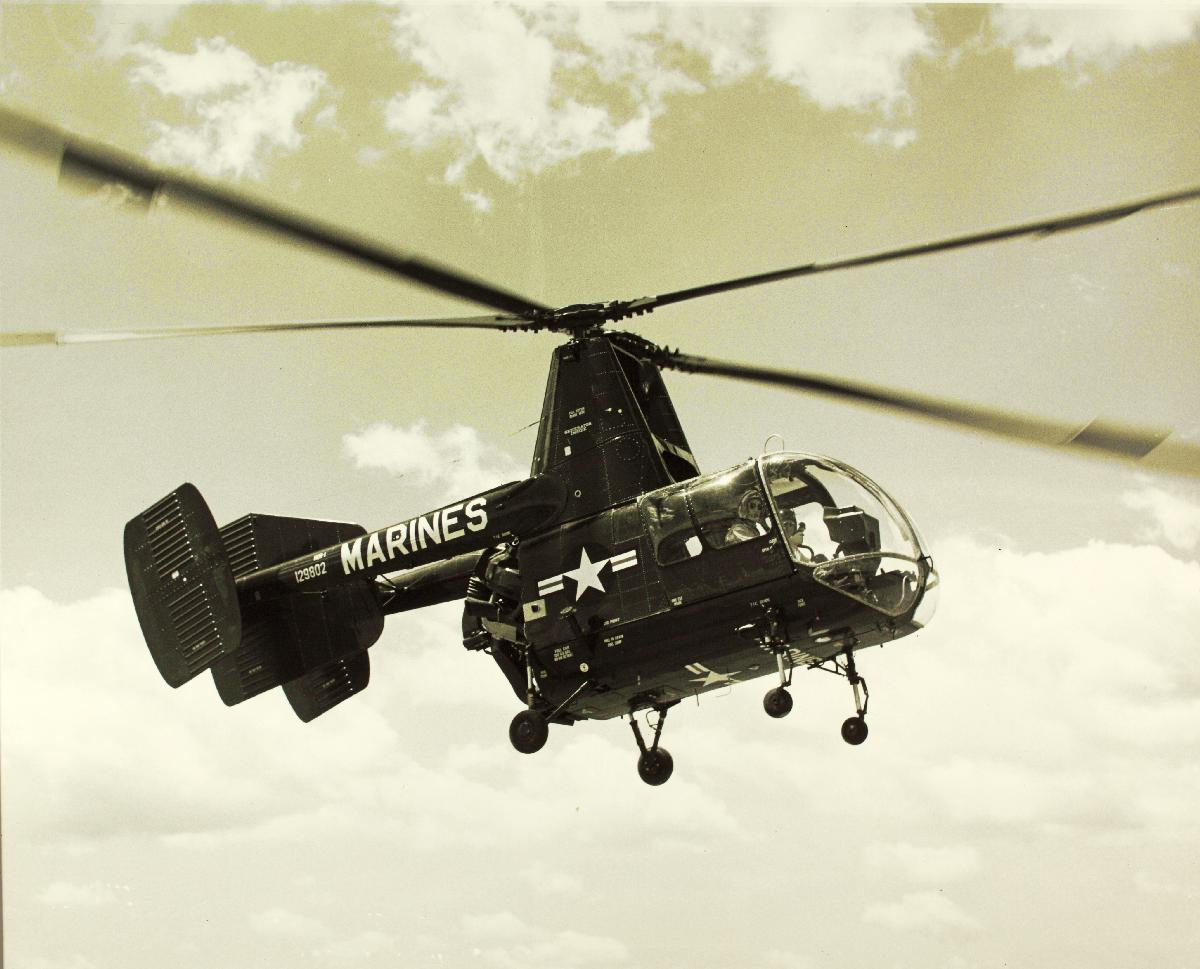
採用交差反轉旋翼的卡曼HH-43直昇機

凡是直昇機都要解決發動機對機身施加的反向扭力問題，否則坐在機內的機員和乘客會被這股反向扭力所造成的機身打轉而弄至頭昏眼花，這根本無法乘坐，解決方法就是要把這股反轉扭力抵消掉，最常用的方法叫「尾螺旋槳式直昇機」，也就是在機尾加上一個小螺旋槳，再從發動機分一些動力去帶動它轉動，從而產生另一股反向扭力把這股對機身的反向扭力抵消掉。
交差反轉式旋翼又是另一個方法去把這股對機身的反向扭力抵消掉，這是用兩個互相反轉的旋翼，當它們轉動時各自產生的反向扭力會互相抵消對方，這種設計的直昇機，其發動機輸出會全部用於推動整架直昇機而不會浪費一些用於反扭力，其機尾也抵是普通的飛機尾設計而無需長的螺旋槳機尾，適合船艦上狹窄的飛機庫存放。
除了交差反轉式旋翼，另一種被稱為「同軸反轉式螺旋槳直昇機」（主要是蘇聯卡莫夫設計局的Ka系列直昇機）也有這個效果，但交差反轉式的設計比較簡單。
交差反轉式旋翼直昇機的兩個反轉旋翼都是左右並排，為了彼此都不會在轉動時碰撞，它們都會以一個斜角傾斜以盡可能避開對方而且祇會用兩片旋翼。

## 影響

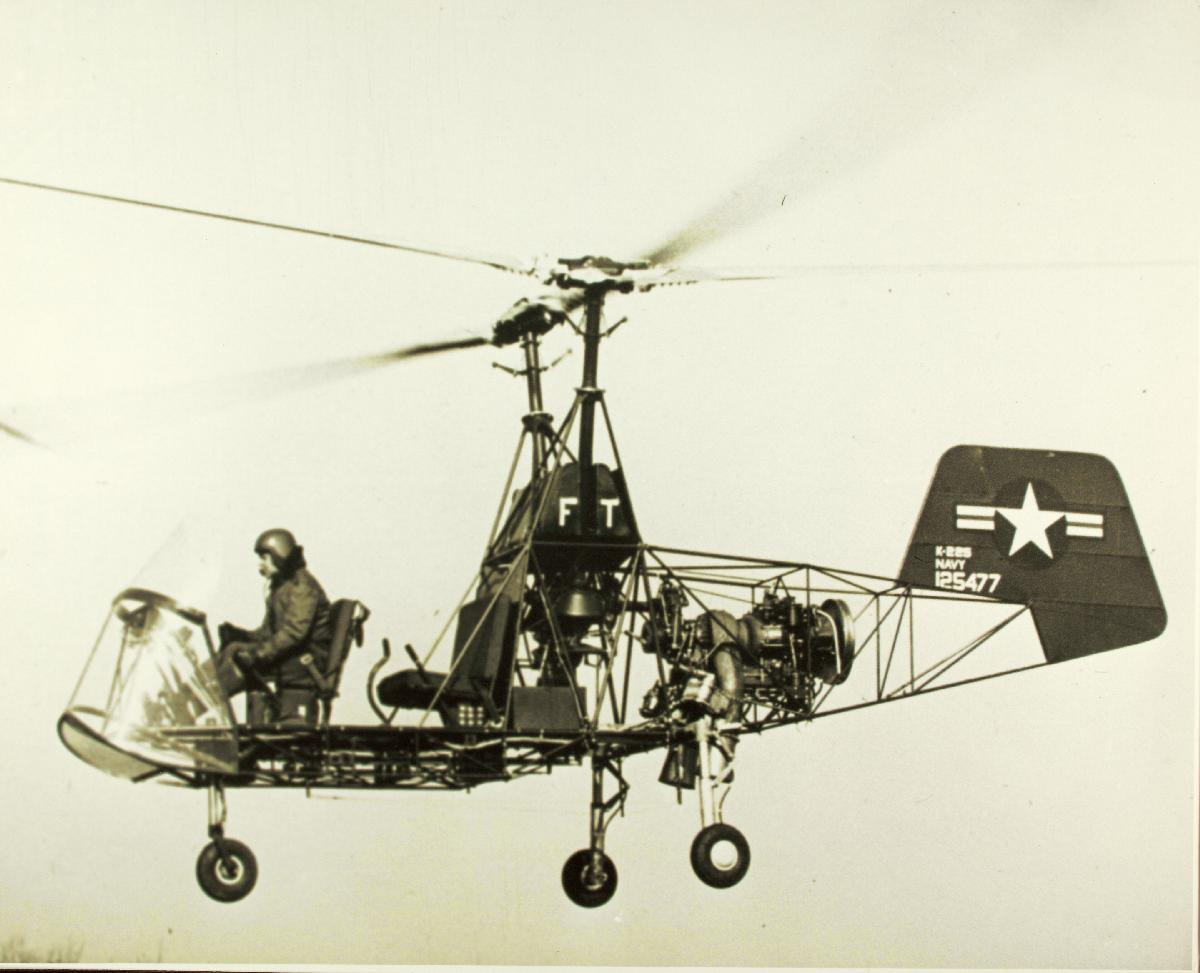
卡曼K-225直昇機

二戰後，Fl 282直昇機被美國人繳獲，安通·費拿也到了美國並加入了卡曼直昇機公司，其交差反轉式旋翼設計被美國卡曼直昇機公司進一步發揚，例如：
- 卡曼K-225直昇機
- 卡曼K-MAX直昇機
- 卡曼HH-43直昇機

但總的來說，除了卡曼，懂得欣賞這種設計的直昇機廠家不多，因此交差反轉式旋翼直昇機在世上也因此不多見。

## 參閲
- 同轴反转螺旋桨
- 卡-27直昇機
- 同軸旋翼（英语：Coaxial rotors）(coaxial rotors)
- 串聯旋翼（英语：Tandem rotors）(tandem rotors)
- 橫向旋翼（英语：Transverse rotors）(transverse rotors)

## 外部連結
- 维基共享资源上的相關多媒體資源：交差反轉式旋翼直昇機